# Шотан, Камиль
Камиль Шотан (фр. Camille Chautemps; 1 февраля 1885, Париж — 1 июля 1963, Вашингтон) — французский политический деятель (в 20-30-х гг. один из руководителей радикалов), юрист, в 1930, 1933–1934 и 1937–1938 годах премьер-министр Франции. Во время второго министерства Шотана было заключено первое временное советско-французское торговое соглашение, предоставившее советскому торгпредству дипломатический статус. Покинул свой пост в 1934 году в связи с усложнением ситуации в обществе, поводом к которому послужило так называемое «дело Ставиского».
В 1919—1925 годах — мэр Тура.
Во время деятельности первого правительства Народного Фронта (Л. Блюм) отошел от дел, но после отставки правительства Блюма вновь непродолжительное время занимал пост премьер-министра (1937—1938). Правительство Шотана считалось также правительством Народного фронта, но на деле все больше отходило от его политики.
В 1940 году поддержал Петена, который предложил сдаться оккупационному режиму Гитлера и создал подчинённое Германии формально независимое правительство в Виши.
После Второй мировой войны жил в Париже и в Вашингтоне.

## Правительства Шотана

### Первое Министерство Шотана: 21 февраля — 2 марта 1930
- Камиль Шотан — председатель Совета Министров и министр внутренних дел;
- Аристид Бриан — министр иностранных дел;
- Рене Беснар — военный министр;
- Шарль Дюмон — министр финансов;
- Морис Пальмаде — министр бюджета;
- Луи Лушё — министр труда, гигиены, благотворительности и социального обеспечения;
- Теодор Стег — министр юстиции;
- Альбер Сарро — морской министр;
- Шарль Данелу — министр торгового флота;
- Лоран Эйнак — министр авиации;
- Жан Дуран — министр общественных работ и искусств;
- Клод Галле — министр пенсий;
- Анри Кей — министр сельского хозяйства;
- Люсьен Лямурё — министр колоний;
- Эдуар Даладье — министр общественных работ;
- Жюльен Дуран — министр почт, телеграфов и телефонов;
- Жорж Бонне — министр торговли и промышленности.

### Второе Министерство Шотана: 26 ноября 1933 — 30 января 1934
- Камиль Шотан — председатель Совета Министров и министр внутренних дел;
- Жозеф Поль-Бонкур — министр иностранных дел;
- Эдуар Даладье — военный министр;
- Жорж Бонне — министр финансов;
- Пауль Маршандо — министр бюджета;
- Люсьен Лямурё — министр труда и социального обеспечения;
- Эжен Рейнальди — министр юстиции;
- Альбер Сарро — морской министр;
- Эжен Фрот — министр торгового флота;
- Пьер Кот — министр авиации;
- Анатоль де Монзи — министр национального образования;
- Ипполит Дюко — министр пенсий;
- Анри Кей — министр сельского хозяйства;
- Альбер Далимье — министр колоний;
- Жозеф Паганон — министр общественных работ;
- Александр Исраель — министр здравоохранения;
- Жан Мислер — министр почт, телеграфов и телефонов;
- Лоран Эйнак — министр торговли и промышленности.

Изменения
- 9 января 1934 — Люсьен Лямурё наследует Далимье как министр колоний. Эжен Фрот наследует Ламуре министр труда и социального обеспечения. Уильям Бертран наследует Фроту как министр торгового флота.

### Третье Министерство Шотана: 22 июня 1937 — 18 января 1938
- Камиль Шотан — председатель Совета Министров — радикал;
- Леон Блюм — вице-председатель Совета Министров — социалист;
- Ивон Дельбос — министр иностранных дел — радикал;
- Эдуар Даладье — министр национальной обороны и войны — радикал;
- Маркс Дормуай — министр внутренних дел — социалист;
- Жорж Бонне — министр финансов — радикал;
- Андре Феврье — министр труда — социалист;
- Венсан Ориоль — министр юстиции — социалист;
- Сезар Кампинши — морской министр — радикал;
- Пьер Кот — министр авиации — радикал;
- Жан Зе — министр национального образования — радикал;
- Альбер Ривье — министр пенсий — социалист;
- Жорж Монне — министр сельского хозяйства — радикал;
- Морис Моте — министр колоний — социалист;
- Анри Кей — министр общественных работ — радикал;
- Марк Рукар — министр здравоохранения — радикал;
- Жан-Батист Леба — министр почт, телеграфов и телефонов — социалист;
- Фернан Шапсаль — министр торговли;
- Поль Фор — государственный министр — социалист;
- Морис Виоллетт — государственный министр;
- Альбер Сарро — государственный министр — радикал;
- Лео Лагранж — заместитель государственного секретаря по спорту, досугу и физической культуры — действующий подобно министру спорта — социалист;

### Четвертое Министерство Шотана: 18 января — 13 марта 1938
- Камиль Шотан — председатель Совета Министров;
- Эдуар Даладье — вице-председатель Совета Министров, министр национальной обороны и военный министр;
- Ивон Дельбос — министр иностранных дел;
- Альбер Сарро — министр внутренних дел;
- Поль Маршандо — министр финансов
- Поль Рамадье — министр труда;
- Сезар Кампинши — министр юстиции;
- Гийом Бертран — морской министр;
- Поль Эльбель — министр торгового флота;
- Ги Ла Шамбре — министр авиации;
- Жан Зе — министр национального образования;
- Робер Лассалль — министр пенсий;
- Фернан Шапсаль — министр сельского хозяйства;
- Теодор Стег — министр колоний;
- Анри Кей — министр общественных работ;
- Марк Рукар — министр здравоохранения;
- Фернан Гентен — министр почт, телеграфов и телефонов;
- Пьер Кот — министр торговли;
- Жорж Бонне — государственный министр;
- Луи-Оскар Фроссар — государственный министр, отвечающий за службу председателя Совета Министров;